# Florence Farr
Florence Beatrice Emery Farr (7 de julio de 1860-29 de abril de 1917) fue una actriz, compositora y directora británica de los Teatros del West End. También fue una activista por los derechos de las mujeres, periodista, educadora, cantante, novelista, líder de la orden esotérica de la Aurora Dorada y una vez amante del dramaturgo George Bernard Shaw. Fue amiga y colaboradora del Premio Nobel William Butler Yeats, del poeta Ezra Pound, del dramaturgo Oscar Wilde, de los artistas Aubrey Beardsley y Pamela Colman Smith, del estudioso masónico Arthur Edward Waite, de la productora teatral Annie Horniman y de muchos otros literatos de la época de fin de siglo en Londres, e incluso según sus estándares ella era "la bohemia del bohemio". Aunque no es tan conocida como algunos de sus contemporáneos y sucesores, Farr era una feminista de la "primera ola" de finales del siglo XIX y comienzos del siglo XX; abogó públicamente por el sufragio, la igualdad en el lugar de trabajo y la protección igualitaria ante la ley para las mujeres, escribiendo un libro y muchos artículos en revistas intelectuales sobre los derechos de "la mujer moderna".

## Su niñez
Florence Beatrice Farr nació en Bickley, Kent, Inglaterra (hoy un suburbio de Londres) en 1860. Fue la más joven de los ocho hijos de Mary Elizabeth Whittal y el Dr. William Farr. Fue nombrada en honor de la pionera de enfermería Florence Nightingale por su padre, un médico e higienista que era amigo y colega de Nightingale. El Dr. Farr era conocido como un defensor de la igualdad de educación y los derechos profesionales para las mujeres, quienes sin duda influyeron en las actitudes de sus hijas en sus vidas posteriores.
Su familia la envió a la escuela en el Cheltenham Ladies College en 1873. Una de sus amigas de la infancia fue May Morris, la hija de Jane Morris, la famosa modelo del artista prerrafaelita, que la introdujo en los círculos artísticos e intelectuales de la sociedad londinense. Farr, May Morris y otros amigos posaron para la pintura prerrafaelita de Sir Edward Burne-Jones "The Golden Stairs" cuando tenía 19 años. La pintura se exhibe en la Tate Gallery de Londres. De 1877 a 1880, Farr asistió al Queen's College, la primera universidad para mujeres en Inglaterra. Después de dejar la universidad, ella tomó posición en la enseñanza, pero pronto sus aspiraciones se volcaron en el teatro.

## Carrera teatral
La primera experiencia teatral de Farr fue en producciones de aficionados con el "Bedford Park Dramatics Club", en el que su hermana Henrietta y su cuñado Henry eran miembros activos. Comenzando 1882, Farr llevó a cabo un aprendizaje de ocho meses con el agente-gerente J.L. Toole en el "Folly Theatre" en King William IV Street, cerca de Charing Cross. Adoptó el nombre artístico de Mary Lester en deferencia a los deseos de su padre, que no quería que el nombre de Farr estuviera asociado con el teatro. Su primera aparición profesional en el escenario fue como "Kate Renshaw", una colegiala, en "Uncle Dick’s Darling" de Henry J. Byron.
En 1883 su padre murió, dejándole una modesta herencia para vivir. Continuó encarnando papeles menores en el "Folly Theatre", pero cambió su nombre artístico a Florence Farr cuando comenzó a actuar en el "Gaiety Theatre" en mayo. Pronto alcanzó un éxito modesto en las etapas del West End de Londres. En 1884 se casó con el también actor Edward Emery. Resultó ser un matrimonio desastroso, y ella se irritó bajo las restricciones de lo que se esperaba fuera una esposa victoriana. En 1888, su esposo se fue a una larga gira por América, y nunca se volvieron a ver. Finalmente obtuvo el divorcio en 1895 por abandono y nunca se volvió a casar.
A principios de 1890, Farr se mudó con su hermana, Henrietta, y su cuñado, pintor y escenógrafo Henry Marriott Paget, a Bedford Park, un bohemio enclave londinense de intelectuales, artistas y escritores. Bedford Park era conocido por sus "pensadores libres" y la "Nueva Mujer" (un término acuñado por Shaw), donde las mujeres participaban en discusiones sobre política, arte, literatura y filosofía en igualdad de condiciones con los hombres. Una de las primeras feministas, Farr era conocida por defender la igualdad de las mujeres en la política, el empleo y los salarios en su círculo intelectual de conocidos.
Mientras estaba en Bedford Park, Farr protagonizó la obra "Un idilio siciliano": Una obra pastoral en dos escenas de John Todhunter (un asociado de Yeats y miembro de la Aurora Dorada) en el papel de "Sacerdotisa Amaryllis", que convoca a la Diosa Selene para vengarse de su amante infiel. Shaw estaba en el comité que revisaba la obra, a la que citó como "una hora de fantasía transparente", pero sobre todo quedó muy impresionado con la actuación de Farr, así como de su "belleza sorprendente, grandes ojos expresivos, cejas de media luna, y sonrisa luminosa ".

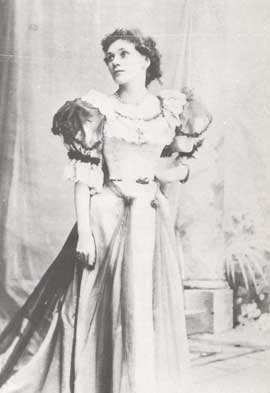
Farr en el Folly Theatre.

Al cabo de un año, Farr se convirtió en la amante de Shaw, que deseaba moldearla en su visión idealizada de "La mujer nueva" y ser la estrella de sus obras de teatro. En una carta a Shaw, ella escribió, "... es probable que una raza se degenere siempre que la cuestión sexual se resuelva finalmente en la pregunta de cómo las mujeres pueden hacer el mejor negocio y, al hacerlo, negarse a sí mismas la libertad de libre elección."
Para Yeats ella era, como Maud Gonne, una musa poética, cuya voz resonante era perfecta para recitar su poesía. Encontró en ella "una belleza tranquila como la de la imagen de Deméter cerca de la puerta de la sala de lectura del Museo Británico, y un incomparable sentido del ritmo y una hermosa voz, la aparente expresión natural de la imagen". En su reseña de "Un idilio siciliano", Yeats escribió: "La señora Edward Emery (Florence Farr)...ganó elogios universales con su sorprendente belleza y su gesto sutil y buena entrega del verso. De hecho, su actuación fue la característica de toda la actuación que más impresionó, después del verso mismo. No sé si tengo una palabra demasiado fuerte para expresar mi admiración por su gracia y poder...Nunca escuché el verso mejor dicho."
Farr también fue la primera mujer en Inglaterra en actuar en las obras de Ibsen, en particular el papel de Rebecca West en la primera producción inglesa de Rosmersholm, en el Vaudeville Theatre en 1891, lo que le proporcionó la aclamación de la crítica. El personaje de Rebecca West es una "mujer nueva" que rechaza los sistemas éticos del cristianismo de la era victoriana, que para Florence Farr era un papel virtual encasillado.

## Productora y directora
En 1893, Horniman financió anónimamente la primera etapa de Farr como directora, una serie de obras de teatro en el Teatro Avenue en el Embankment. Ella encargó a su amigo, el artista Aubrey Beardsley, que creara el cartel de la temporada. Farr había interpretado a Blanche, la hija de un señor de los tugurios, en la primera obra de teatro de Shaw, "Widowers Houses", y se acercó a Shaw y Yeats para escribir obras de teatro para su producción posterior. Más tarde, "A Comedy of Sighs" de John Todhunter, fue rápidamente sustituida, con Farr en el papel principal, pero la obra fue mal recibida y toda la producción fue casi un desastre.
Con solo una semana de ensayo, Farr creó el papel de la criada vivaz e insolente que roba los afectos al héroe principal de la obra, papel que Farr había concedido a la conocida actriz Alma Murray. Siendo una sátira audaz del idealismo romántico, la obra fue un gran éxito tanto de público como de crítica, y sigue siendo una de las mejores obras de Shaw.

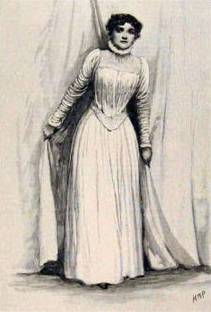
Ilustración de H. M. Paget de Florence Farr como Rebecca West en Rosmersholm de Ibsen

A lo largo de la década de 1890, Yeats utilizó la "voz dorada" de Farr como parte de su búsqueda para fomentar el renacimiento de la poesía hablada. En 1898, en "The Countess Cathleen" de Yeats, interpretó a Aleel, una bardo y vidente que podía ver el reino de los espíritus, y cantó todas sus líneas en verso. Farr se convirtió en una colaboradora habitual de la representación de las obras métricas de Yeats, y en 1898 la convirtió en la directora de escena de su Irish Literary Theatre. Pero durante ese mismo período de su vida, Farr fue desviada de su carrera teatral hacia el ocultismo.

## Orden Hermética de la Aurora Dorada

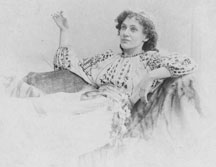
Farr en su papel en Arms and the Man, de Shaw.

Se basa en un sistema de alojamiento iniciado similar al de la Francmasonería; sin embargo, las mujeres son admitidas en igualdad de condiciones que los hombres. Farr fue iniciada en el Templo Isis-Urania de la Orden de la Aurora Dorada en Londres en julio de 1890 teniendo el lema mágico "Sapientia Sapienti Dona Data" (Latín: "La sabiduría es un regalo dado al sabio"). Annie Horniman también fue miembro del Templo de Isis-Urania, lo que condujo a las colaboraciones teatrales de Farr con ella y Yeats. Farr se convirtió en Praemonstratrix del templo en 1894, haciéndose cargo del sistema educativo, y dando clases de adivinación del tarot, adivinación y magia enoquiana. El espiritismo y la teosofía fueron muy populares a finales de la época victoriana, pero a diferencia de algunos de sus contemporáneos, Farr practicaba la magia, incluidas las técnicas místicas clásicas de invocación y evocación. Publicó su primer artículo filosófico, una breve investigación sobre el arte hermético por un amante de Philatethes en 1894 y escribió varios de los documentos de instrucciones secretas de la Orden, llamados los "Rollos voladores". Con la renuncia en 1897 de William Wynn Westcott, uno de los cofundadores de la Orden, Farr lo reemplazó como "Jefa Adepta en Anglia", convirtiéndose en la líder de las logias inglesas, y la representante oficial de Samuel MacGregor-Mathers, el único fundador restante, que vivía en París.
A finales de 1899, surgieron disputas personales dentro de la Orden Dorada, que Farr describió como un "fracaso astral" entre otros miembros veteranos (adeptos). Farr creyó que el templo debería ser cerrado, por lo que escribió a Mathers en enero de 1900 y le ofreció su renuncia como su representante, pero también le dijo que ella estaba dispuesta a continuar hasta que se encontrara un sucesor. La respuesta de Mathers la sorprendió y la asombró, porque afirmaba que Westcott había cometido fraude y había falsificado algunos de los documentos fundacionales y los estatutos de la Orden. Después de esperar unos días, ella consultó con Yeats, y juntos escribieron a Westcott solicitando una explicación y una respuesta a los cargos de Mathers. Westcott negó los cargos, y se formó un comité de siete miembros de Adeptos para investigar más a Mathers, pidiendo pruebas. Mathers envió una respuesta beligerante, negándose a presentar pruebas, afirmando su autoridad y despidiendo a Farr de su posición como su representante el 23 de marzo. Los Adeptos en Londres continuaron su investigación, y posteriormente expulsaron a Mathers en 1901. Farr, Yeats y Horniman (que regresaron después de haber sido expulsados antes por Mathers) intentaron reorganizar la Orden, pero no obtuvieron demasiado éxito. Farr permaneció en su posición de Jefa Adepta durante un tiempo, pero renunció en enero de 1902 a raíz de un escándalo de fraude relacionado con los socios de Mathers que expuso a la sociedad secreta al ridículo público.

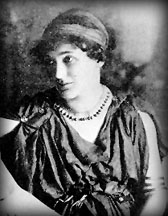
Farr como "Aleel" en la obra de Yeats The Countess Cathleen.

## Vida posterior

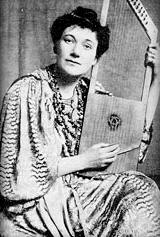
Farr con su arpa-salterio en 1903.

Después de que Farr rompió su asociación con la Orden Dorada se unió a la Sociedad Teosófica de Londres, y pasó a escribir y producir (con Olivia Shakespear) dos obras de temática egipcia, "El Santuario del Halcón Dorado" y "El Amado de Hathor". Farr también participó en la interpretación, la dirección y la composición musical de una serie de obras teatrales para el Lyceum, Court y New Century Theatres en Londres, entre 1902 y 1906. Además de colaborar con Yeats y su Abbey Theatre, Farr realizó frecuentes interpretaciones de su poesía. Farr realizó una gira por Gran Bretaña, Europa y América en 1906 y 1907 para llevar el nuevo arte del teatro literario irlandés a un público más amplio. Mientras estuvo en Estados Unidos, conoció y colaboró con la pintora escénica y artista de cartas del Tarot Pamela Colman Smith, quien trabajó como directora de escena de Farr.
Farr también escribió artículos regulares durante este tiempo, particularmente sobre derechos de las mujeres, teatro y religión egipcia antigua, en la revista británica de arte y política "The New Age", y para revistas teosóficas, algunas de las cuales han sido antológicas en libros. En su ensayo "Our Evil Stars" (Nueva Era, octubre de 1907), Farr escribe que la reforma de la salud pública y las leyes matrimoniales no son suficientes para liberar a las mujeres. "Debemos matar la fuerza en nosotros que dice que no podemos convertirnos en lo que deseamos, porque esa fuerza es nuestra estrella maligna que convierte todas las oportunidades en un fracaso grotesco... De modo que reconozcamos la verdad de que nuestro primer negocio es cambiarnos a nosotros mismos, y entonces sabremos cómo cambiar nuestras circunstancias".
En 1912, Farr vendió todas sus posesiones y se mudó a Ceilán, volviendo a su primera vocación, la de maestra. Farr fue nombrada Lady Principal. Las habilidades organizativas que aprendió como la Praemonstratrix de la Orden Dorada le sirvieron en su nuevo puesto y, debido a su tolerancia y respeto por las tradiciones tamiles, la escuela prosperó bajo su administración.
Luego, en 1916, un bulto en el pecho le fue diagnosticado como cáncer, y se sometió a una mastectomía. En la última carta de Farr a Yeats incluyó un dibujo humorístico de sí misma con su cicatriz quirúrgica, y escribió: "El diciembre pasado me convertí en una Amazona y mi pecho izquierdo y mi músculo pectoral fueron intervenidos. Ahora mi lado izquierdo es una hermosa losa de carne adornada con un hermoso estampado de helecho hecho con un corte y 30 puntadas". Pero el cáncer se había extendido y Florence Farr murió unos meses más tarde a la edad de 56 años en un hospital de Colombo, en abril de 1917. De acuerdo con sus deseos, su cuerpo fue cremado y las cenizas esparcidas por Ramanathan en el sagrado río Kalyaani.

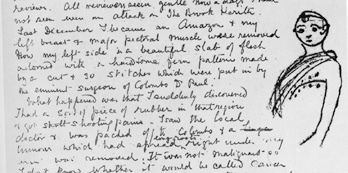
La última carta de Farr a Yeats

La última carta de Farr a Yeats:
En su poema "All Souls 'Night", Yeats escribió:
"En Florence Emery llamo al siguiente,
¿Quién encuentra las primeras arrugas en una cara?
Admirada y hermosa,
Y por la presencia del futuro irritado;
Belleza disminuida, lugar común multiplicado;
Preferido para enseñar una escuela
Lejos del vecino o amigo,
Entre las pieles oscuras, permite que los años malos se pongan
Oculto de la vista al final desapercibido ".